# Stolas
Stolas (também chamado de Stolos, Solas ou Stoppas) é, na demonologia, um dos 72 espíritos mencionados no grimório Ars Goetia, parte do Lemegeton Clavicula Salomonis (A Chave Menor de Salomão). Ele ocupa a posição de Grande Príncipe do Inferno e comanda vinte e seis legiões de demônios (embora algumas fontes mencionem vinte e cinco).
Stolas é conhecido por ensinar aos conjuradores astronomia, astrologia, além do uso de plantas venenosas, ervas medicinais e pedras preciosas. Sua função demoníaca está ligada ao conhecimento oculto e às ciências esotéricas.

## Descrição

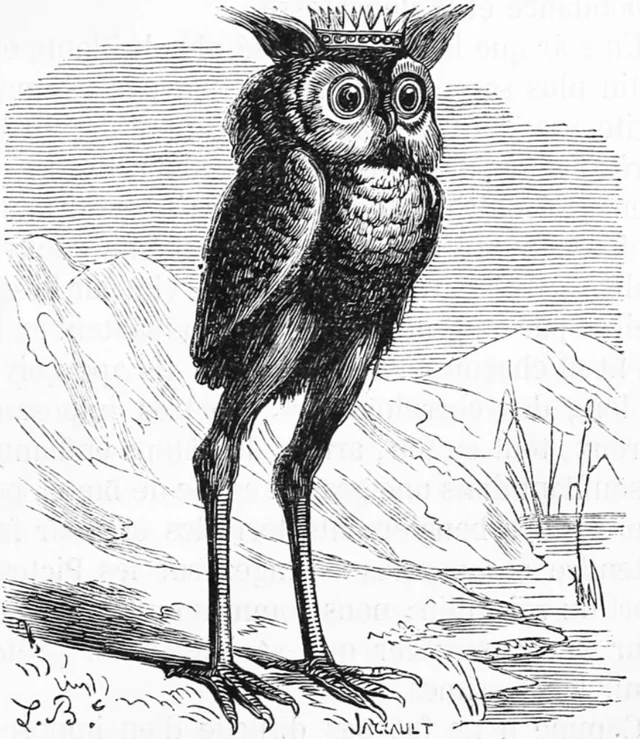
Stolas, Grande Príncipe do Inferno, ilustrado por Collin de Plancy do Dictionnaire Infernal.

Nas obras clássicas, como o Dictionnaire Infernal (edição de 1863), de Collin de Plancy, Stolas é retratado como uma grande coruja com pernas compridas ou, em algumas versões, como um corvo. Quando evocado, ele pode assumir forma humana, mas sua forma animal é a mais tradicional. As descrições que atribuem a ele cabelos castanhos encaracolados, olhos azuis ou asas de grifo não estão presentes nas fontes demonológicas antigas e são resultado de adaptações modernas e obras de ficção.